# Brun Appel
Brun Appel (* 22. März 1934 in Neutitschein; † 30. Juni 2021 in Eichstätt) war ein deutscher Landeshistoriker und Archivar.

## Leben
Nach Studienjahren in Eichstätt, München und Erlangen wurde er Stadtarchivar in Weißenburg in Bayern. 1970 wurde er Leiter des Diözesanarchivs in Eichstätt an. In die fast 30 Jahre seiner Dienstzeit fielen unter anderem der Neubau des Magazins und der Bezug des neuen Archivs. 1999 ging er in den Ruhestand.

## Schriften (Auswahl)
- Vom Collegium Willibaldinum zur Katholischen Universität Eichstätt. Eichstätt 1981, OCLC 251694937.
- mit Andriy Mykhaleyko und Oleksandr Petrynko (Hg.): Wegbereiter der Einheit. Briefwechsel zwischen Prinz Max von Sachsen und Metropolit Andreas Graf Sheptytskyj. Regensburg 2020, ISBN 3-7917-3150-5.